# Xin-jun Zhang
Xin-jun Zang (ook: Zhang Xin-jun en XJ Zang) (10 juni 1986) is een golfprofessional uit China.
Zang komt uit Xi'an en was lid van het nationale team.
Hij is in 2011 naar Chengdu verhuisd en staat in de top-1000 van de wereldranglijst. In de WGC - HSBC Champions begin november maakte hij een ronde van 64. Eind november vertegenwoordigt hij zijn land in de World Cup met Wen-chong Liang.

## Teams
- World Cup: 2011